# Ramanai vár
A ramanai torony (azeriül: Ramana qalası) a Bakuhoz tartozó  Ramana faluban lévő vártorony, melynek építése a XII. századra tehető. A torony 15 méter magas. Mészkőből épült, pontos építési ideje ismeretlen. A tornyot vélhetően védelmi célokból építették, a Shirvanshah korszakban pedig palotaként funkcionált. 

## Építészeti jellegzetességei
A torony falára két lépcső vezet fel. Belülről egy csigalépcsőn lehet feljutni a folyosóra, melyet a tornyon kívül 3 méterre építettek fel. A másik kőlépcső a kertből biztosít feljutási lehetőséget a toronyra. Ezzel fel lehet jutni a torony falaira, és meg lehet innét nézni a falura nyíló kilátást.
A mardakani vártól eltér a ramanai vár elhelyezkedése: ez sziklákra épült. Az erős várfalak feltehetőleg a sziklás kinyúlások természetes folytatásai. A torony keleti falán van egy boltív.
Van egy olyan négyszögletes öregtorony a várnál, mint amilyen a mardakani várnál. Az egymással szemközti bejáratoknak kedvező tulajdonságaik vannak a védelmet tekintve. Az Abşeron járásban lévő többi toronnyal ellentétben a csigalépcsővel ellátott bejárat a föld színéről indul, és nem magasabbról. Minden oldalon alakítottak ki lőrésként funkcionáló ablakokat.
A ramanai torony tervrajzát és felépítését tekintve hasonlít Absheron többi tornyára. Azoktól azonban a sokkal festőibb kinézetével különbözik. Ezt annak a magaslatnak köszönheti, melyen a torony áll. A tornyon nincs semmilyen díszítés, stíluselemeit tekintve pedig a XIV. század jellegzetességeit hordozza magán.

## Filmekben
A ramanai tornyot több filmben is bemutatták. Ilyenek a Koroghlu, a Nesimi és a Babek. A tornyot 1956-ban a Koroghlu forgatása közben átalakították. Történészek szerint volt egy föld alatti összeköttetés Ramana és Maiden tornyai között. 

## Fordítás
Ez a szócikk részben vagy egészben  a   Ramana Tower című angol Wikipédia-szócikk ezen változatának fordításán alapul.  Az eredeti cikk szerkesztőit annak laptörténete sorolja fel. Ez a jelzés csupán a megfogalmazás eredetét és a szerzői jogokat jelzi, nem szolgál a cikkben szereplő információk forrásmegjelöléseként.